# Balacra ochracea
Balacra ochracea är en fjärilsart som beskrevs av Walker 1869. Balacra ochracea ingår i släktet Balacra och familjen björnspinnare. Inga underarter finns listade i Catalogue of Life.